# Atxuri

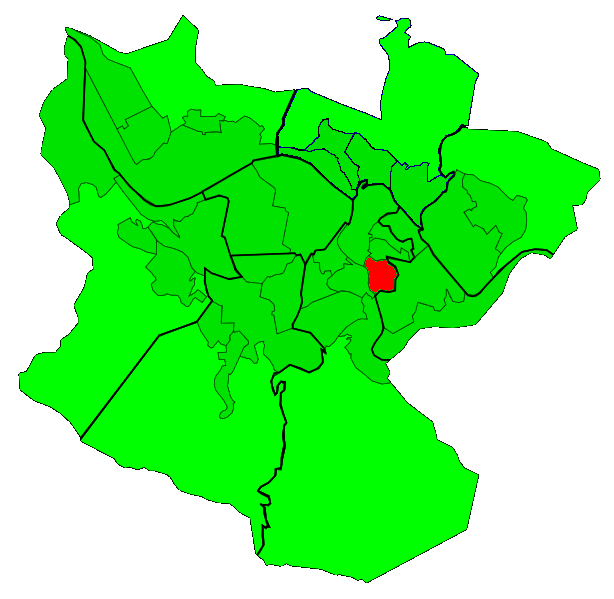
Ubicació d'Atxuri

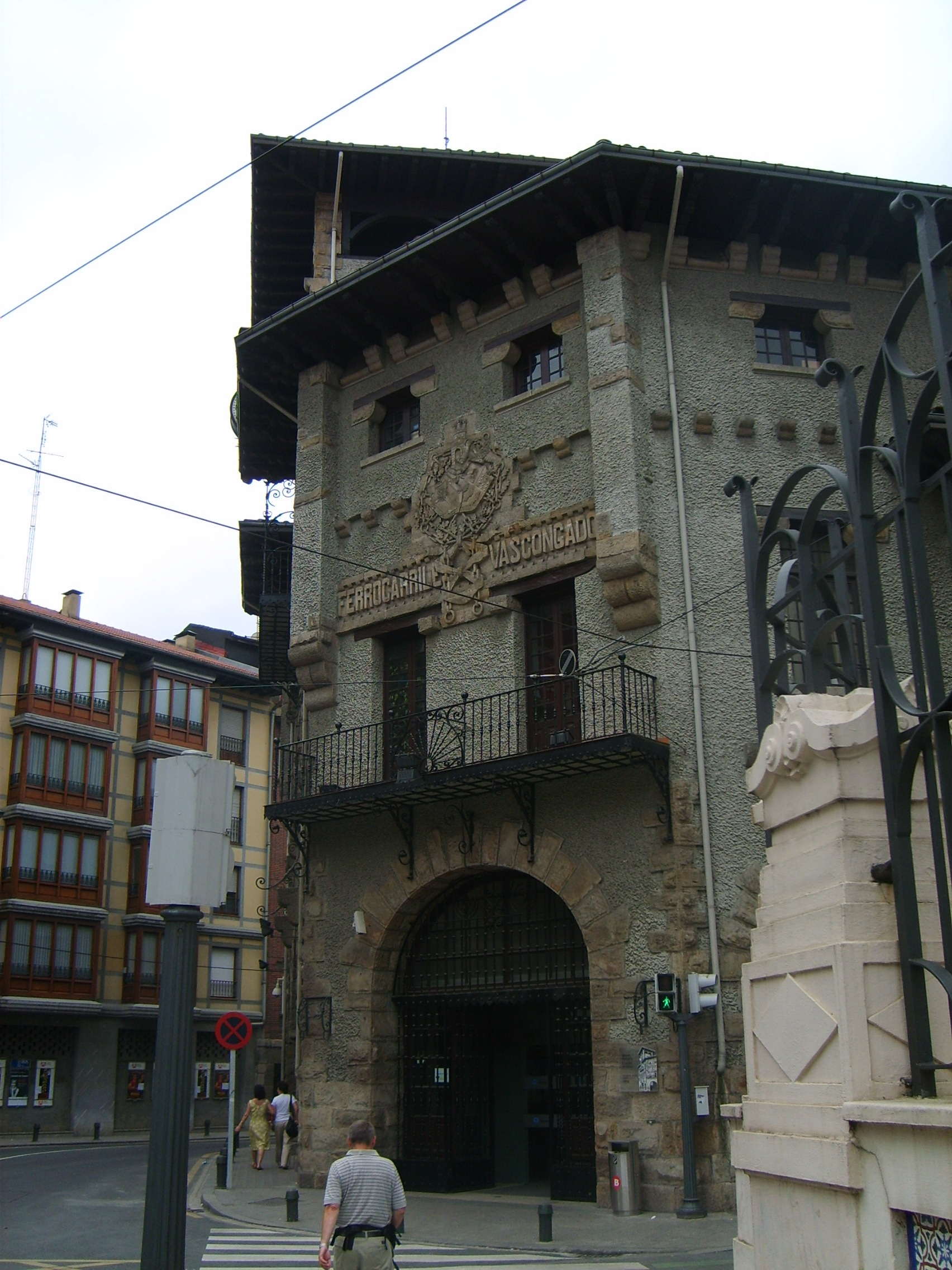
Estació d'Atxuri.

Atxuri és un barri del districte bilbaí d'Ibaiondo. Té una superfície de 0,18 kilòmetres quadrats i una població de 5.105 habitants (2008). Limita al nord amb el barri de Solokoetxe, a l'oest amb Zazpikaleak, al sud amb Bilbo Zaharra i a l'est amb Santutxu.

## Història
És un dels barris més antics de Bilbao, originalment era el suburbi sud de l'antiga ciutat medieval (actual Zazpikaleak). Actualment el barri està situat entre la Ria de Bilbao, el Nucli Antic i Santutxu.
L'origen del nom és la unió de les paraules basques haitz i zuri, és a dir roca blanca.
A la fi del segle xviii s'hi va construir el nou hospital de Bilbao que va estar en funcionament fins que en 1908 es va construir l'Hospital de Basurto. En l'actualitat l'edifici de l'antic hospital alberga l'institut Emilio Campuzano.
A Atxuri s'hi troba l'església de San Antón així com l'Estació de Bilbao-Atxuri d'Euskotren, dissenyada per Manuel María Smith origen de les línies que van a Bermeo, Durango i Sant Sebastià.

## Transports
- Bilbobus: Línies per Atxuri:

| Línia | Recorregut                      | Freqüència (minuts)                   |
| ----- | ------------------------------- | ------------------------------------- |
| 11    | Deusto - Atxuri                 | 30´                                   |
| 22    | Sarrikue - Atxuri               | 15´ (cada 12´ de 12:30 a 15:00 hores) |
| 40    | Santutxu - Plaza Biribila       | 12                                    |
| 50    | Buia - Plaza Biribila           | 60                                    |
| 56    | Abusu/La Peña - Jesusen Bihotza | 10´                                   |
| 58    | Mintegitxueta - Atxuri          | 15´                                   |
| 75    | San Adrián - Atxuri             | 15´                                   |
| 77    | Peñascal - Larreagaburu         | 12´                                   |
| 85    | Zazpi Landa - Atxuri            | 20´                                   |
| A2    | Solokoetxe - Plaza Biribila     | 30´                                   |